# Gobernador del Estado de México
El gobernador del Estado Libre y Soberano de México es el único titular del poder ejecutivo del Estado de México. Es electo mediante el voto directo, universal y secreto. Dura en su encargo un mandato de seis años entrando el 16 de septiembre del año de los comicios. Una vez que desempeñado el cargo no puede reelegirse, ya sea mediante otra elección o designado para suplir las faltas del gobernador en turno. 
Es posible renunciar al cargo por causa grave o pedir una licencia temporal por causa justificada, en ambos casos con aprobación del Congreso del Estado de México. Para los casos de ausencia absoluta, el secretario general de Gobierno, o en su defecto, el presidente del Tribunal Superior de Justicia, asumiría como gobernador provisional hasta que el Congreso se reúna como colegio electoral para nombrar a un gobernador interino o sustituto, según sea el caso.
La vigente carta magna estatal promulgada el 24 de febrero de 1995 ahonda en el cargo en el título cuarto, capítulo tercero, secciones primera y segunda: del artículo 65 al artículo 80, donde se explora su naturaleza, así como sus facultades y obligaciones.
El cargo existe desde el 2 de marzo de 1824, misma fecha en la que se instaló el Congreso. Desde entonces su titularidad se ha ejercido de manera ininterrumpida, por excepción de 1835 a 1846 durante la República Centralista, cuando se denominó gobernador del Departamento de México. Históricamente han ejercido el cargo, entre ambas denominaciones, un total de setenta y dos hombres.[cita requerida]
Desde el 16 de septiembre de 2023 la gobernadora es Delfina Gómez Álvarez, electa en las elecciones locales de dicho año.

## Requisitos para ejercer el cargo
Conforme al artículo 68 de la Constitución Política del Estado Libre y Soberano de México, para ser gobernador se requiere:
1. Tener la nacionalidad mexicana por nacimiento y estar en pleno goce de los derechos políticos.
2. Tener una residencia efectiva dentro del estado (domicilio fijo), por lo menos, tres años antes del día de los comicios.
3. Tener treinta años cumplidos el día de la elección.
4. No tener ningún cargo clerical o religioso, a menos que se haya separado defectivamente de este cinco años antes del día de la elección.
5. No tener ningún cargo público de alto rango o en las Fuerzas Armadas, a menos que se haya separado definitivamente de este noventa días antes del día de la elección.
6. No tener más de una nacionalidad.

## Gabinete del Estado de México
Según el artículo 4 de la Ley Orgánica de la Administración Pública del Estado de México el gobernador, para cumplir con el despacho de sus asuntos, se auxiliará de las dependencias, unidades administrativas y organismos auxiliares que señalen las leyes correspondientes. Las dependencias son las que dependen directamente del gobernador como su gabinete central, numeradas en el artículo 23 de dicha ley.
Adicionalmente el artículo 16 de la misma ley señala que el gobernador contará con el apoyo de las unidades técnicas y de estructura que él determine entre las cuales estarán la Jefatura de Gabinete y proyectos especiales, la Secretaría Particular, la Coordinación Técnica y la Vocería de la Gubernatura quienes lo auxiliaran en el cumplimiento de sus funciones, la atención de los asuntos de su competencia y la aportación de elementos para la toma de decisiones sin perjuicio de las atribuciones de las dependencias y entidades de la administración pública estatal.
Desde el 16 de septiembre de 2023 el Gabinete del Estado de México se organiza con dieciocho dependencias y una unidad técnica y de estructura:
| Dependencia                                               | Actual titular                 |
| --------------------------------------------------------- | ------------------------------ |
| Secretaría General de Gobierno                            | Horacio Duarte                 |
| Secretaría de Seguridad                                   | Cristóbal Castañeda Camarillo  |
| Secretaría de Finanzas                                    | Óscar Flores Jiménez           |
| Secretaría de Salud                                       | Macarena Montoya Olvera        |
| Secretaría de Trabajo                                     | Norberto Morales Poblete       |
| Secretaría de Educación, Ciencia, Tecnología e Innovación | Miguel Ángel Hernández Espejel |
| Secretaría de Bienestar                                   | Juan Carlos González Romero    |
| Secretaría de Desarrollo Urbano e Infraestructura         | Carlos Jesús Maza Lara         |
| Secretaría de Campo                                       | María Eugenia Rojano Váldes    |
| Secretaría de Desarrollo Económico                        | Laura González Hernández       |
| Secretaría de Cultura y Turismo                           | Nelly Carrasco Godínez         |
| Secretaría de la Contraloría                              | Hilda Salazar Gil              |
| Secretaría del Medio Ambiente y Desarrollo Sostenible     | Alhely Rubio Arronis           |
| Secretaría del Agua                                       | Pedro Moctezuma Barragán       |
| Secretaría de las Mujeres                                 | Mónica Chávez Durán            |
| Secretaría de Movilidad                                   | Daniel Sibaja                  |
| Consejería Jurídica                                       | Jesús George Zamora            |
| Oficialía Mayor                                           | María Trinidad Franco Arpero   |
| Jefatura de Gabinete y Proyectos especiales               |                                |